# Leptognathia mironovi
Leptognathia mironovi är en kräftdjursart som beskrevs av Rosalia Konstantinovna Kudinova-Pasternak 1981. Leptognathia mironovi ingår i släktet Leptognathia och familjen Leptognathiidae. Inga underarter finns listade i Catalogue of Life.